# Kanton Saint-Louis (Haut-Rhin)
Kanton Saint-Louis (fr. Canton de Saint-Louis) je francouzský kanton v departementu Haut-Rhin v regionu Grand Est. Tvoří ho 21 obcí. Zřízen byl v roce 2015.

## Obce kantonu
- Attenschwiller
- Blotzheim
- Buschwiller
- Folgensbourg
- Hagenthal-le-Bas
- Hagenthal-le-Haut
- Hégenheim
- Hésingue
- Huningue
- Knœringue
- Leymen
- Liebenswiller
- Michelbach-le-Bas
- Michelbach-le-Haut
- Neuwiller
- Ranspach-le-Bas
- Ranspach-le-Haut
- Rosenau
- Saint-Louis
- Village-Neuf
- Wentzwiller